# Tro Bro Leon 2011
La 28e édition du Tro Bro Leon a eu le 17 avril 2011. Cette course cycliste bretonne fait partie du calendrier UCI Europe Tour 2011 en catégorie 1.1. Elle est la septième épreuve de la Coupe de France 2011.

## Classement final
|    | Coureur            | Équipe                              |    | Temps          |
| -- | ------------------ | ----------------------------------- | -- | -------------- |
| 1  | Vincent Jérôme     | Europcar                            | en | 4 h 58 min 7 s |
| 2  | Will Routley       | SpiderTech Powered by Planet Energy | +  | 1 s            |
| 3  | Arnold Jeannesson  | La Française des Jeux               |    | 20 s           |
| 4  | Steve Chainel      | La Française des Jeux               |    | m.t.           |
| 5  | Benoît Daeninck    | Roubaix Lille Métropole             |    | 30 s           |
| 6  | Bruno Langlois     | SpiderTech Powered by Planet Energy |    | 32 s           |
| 7  | Matthieu Ladagnous | La Française des Jeux               |    | 36 s           |
| 8  | Mathieu Drujon     | BigMat-Aubervilliers 93             |    | m.t.           |
| 9  | Alexandre Blain    | Endura Racing                       |    | m.t.           |
| 10 | Kristof Goddaert   | AG2R La Mondiale                    |    | m.t.           |